# Côtes sableuses de l'infralittoral Languedocien
Côtes sableuses de l'infralittoral Languedocien este o arie protejată (sit de importanță comunitară — SCI) din Franța întinsă pe o suprafață de 8.678 ha, integral marine.

## Localizare
Centrul sitului Côtes sableuses de l'infralittoral Languedocien este situat la coordonatele 43°07′53″N 3°11′47″E / 43.13141°N 3.19651°E.

## Înființare
Situl Côtes sableuses de l'infralittoral Languedocien a fost declarat arie specială de conservare în baza directivei 92/43 din 1992 referitoare la conservarea habitatelor naturale și a faunei și florei sălbatice pentru a proteja 4 specii de animale.

## Biodiversitate
Situată în ecoregiunea mediteraneană, aria protejată conține 2 habitate naturale: Bancuri de nisip acoperite în permanență slab de apă marină, Terase mlăștinoase și terase nisipoase neacoperite de apă la reflux.
La baza desemnării sitului se află mai multe specii protejate:
- mamifere (1): delfin mare (Tursiops truncatus)
- pești (2): Alosa fallax, Petromyzon marinus
- reptile (1): Caretta caretta

Pe lângă speciile protejate, pe teritoriul sitului au mai fost identificate 2 specii de nevertebrate.